# Галерија грбова Оландских Острва
Галерија грбова Оландских Острва обухвата актуелни Грб Оландских Острва, историјске грбове Оландских Острва и грбове оландских градова.

## Актуелни Грб Оландских острва
- Грб Оландских Острва

## Историјски грбови Оландских Острва
- Грб Оландских Острва 1560-1569
- Грб Оландских Острва 1880–1944
- Грб Оландских Острва из 1944

</gallery>

## Грбови оландских градова
- Грб Бранде
- Грб Ворде
- Грб Ете
- Грб Ецкероа
- Грб Јомала
- Грб Кокара
- Грб Кумлинге
- Грб Лемланда
- Грб Лумпарленда
- Грб Маријехамна
- Грб Салтвика
- Грб Сотунга
- Грб Сунда
- Грб Финстрома
- Грб Фоглоа
- Грб Хамарленда